# Forgot About Dre
Singles de Dr Dre
Still D.R.E.
(1999) The Next Episode
(2000)
Singles par Eminem
Dead Wrong
(1999) The Real Slim Shady
(2000)
Pistes de 2001
Light Speed
(9) The Next Episode
(11)
Forgot About Dre est le troisième single issu de l'album studio de Dr Dre, intitulé Chronic 2001, avec Eminem en featuring. À l'instar du single phare de l'album, Still D.R.E., la chanson parle des critiques à propos du retour de Dre après sept longues années sans sortir d'album majeur, et Dre en profite pour rappeler aux auditeurs son influence significative sur le hip-hop.

## Informations
La chanson est considérée comme une réponse aux artistes de Death Row, qui ont attaqué Dr Dre auparavant. En effet Death Row a sorti une compilation intitulée Suge Knight Represents: Chronic 2000 qui parle des titres de Dr Dre. Ce dernier répond à ses détracteurs en déclarant : « Who you think brought you the OG's, Eazy-E's, Ice Cube's, and D.O.C.'s, the Snoop D-O-double G's, and the group that said : motherfuck tha police ?  » (« Qui d'après-vous vous a apporté les Eazy-E, Ice Cube, The D.O.C., Snoop Dogg et le groupe qui a dit : Fuck tha Police ? »), puis plus loin « And when your album sales wasn't doing too good, who's the Doctor they told you to go see ? » (« Et quand vos ventes d'album battaient de l'aile, quel Docteur on vous a conseillé ? »), ce qui souligne l'importance de Dre dans le monde du rap. 
La chanson contient un sample de The Climb de No Doubt.

## Clip vidéo
Dans le clip, une partie du couplet d'Eminem est censurée pour laisser place à un sketch dans lequel Eminem répond à une journaliste au sujet de l'incendie d'une maison dont Dre et lui sont les auteurs. Cette vidéo a remporté un MTV Video Music Award de la meilleure vidéo rap en 2000.

## Classement
| Classement / pays (2000)         | Meilleure position |
| -------------------------------- | ------------------ |
| Allemagne (Media Control Charts) | 41                 |
| Irlande                          | 20                 |
| Pays-Bas                         | 16                 |
| Nouvelle-Zélande (RIANZ)         | 26                 |
| Suède                            | 29                 |
| Suisse                           | 37                 |
| UK Singles Chart                 | 7                  |
| Billboard Hot 100                | 25                 |
| Billboard Hot R&B/Hip-Hop Songs  | 14                 |
| Billboard Rhythmic Top 40        | 3                  |
| Billboard Top 40 Mainstream      | 32                 |

Classement de fin d'année
| Fin d'année 2000  | Position |
| ----------------- | -------- |
| Billboard Hot 100 | 73       |

## Récompenses
- "Forgot About Dre" gagne un Grammy Award dans la catégorie Grammy Award for Best Rap Performance by a Duo or Group en 2001.